# PichiAvo
PichiAvo és el nom d'un col·lectiu artístic format per Juan Antonio Sánchez Santos (Pichi), (València, 1977), i Álvaro Hernández Santaeulalia (Avo), (València, 1985).
Tot i tindre ambdós formació en Belles Arts, es van conéixer com a graffiters pels carrers de València, fent diversos treballs conjunts d'art urbà i pintura mural. Han desenvolupat un estil que anomenen UrbanMythology, on combinen l’estètica de l'art clàssic i la mitologia grecoromana amb la de l'art urbà.
Al Centre del Carme de València van realitzar l'exposició Evreka, amb una sèrie de 10 pintures, realitzades amb tècnica mixta i on es combina pintura en esprai i oli sobrellenç de lli. Les obres es basaven en les que s'utilitzaren per al disseny de la Falla de l'Ajuntament de l'any 2019, on combinava l'art clàssic amb l'art urbà.
El Cadafal Faller de 2019, va ser modelat per Latorre y Sanz, i portava per nom Procés Creatiu. Posteriorment se'n feu un documental dirigit per Agustín Ríos López.